# استودیو اسنای

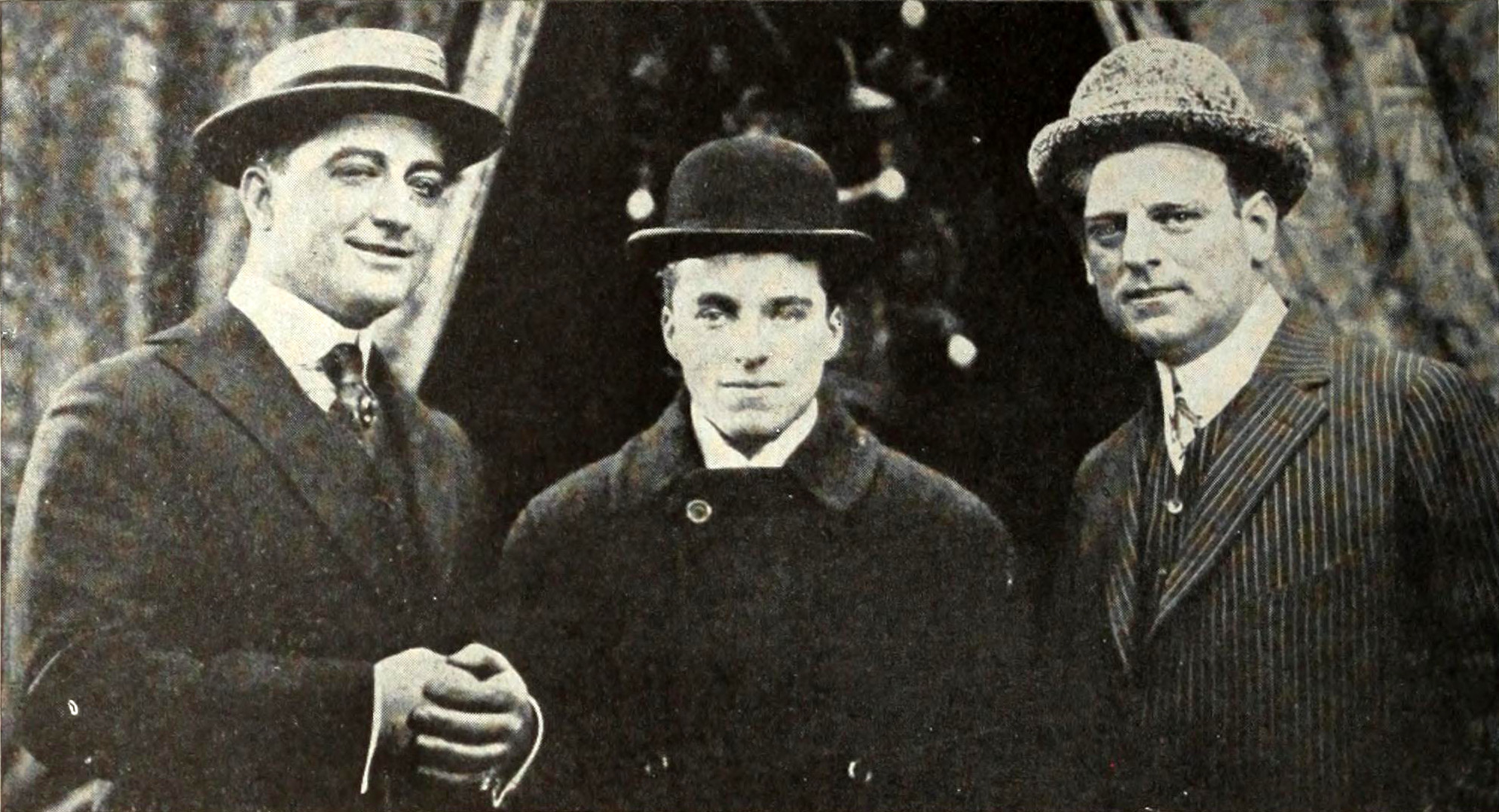
ستاره‌های اسنای در سال ۱۹۱۵: فرانسیس بوشمن، چارلی چاپلین و مالک و بازیگر استودیو بیلی اندرسن.

استودیو اسنای (انگلیسی: Essanay Studios) یک استودیوی فیلم آمریکایی بود. کمدی‌های چارلی چاپلین در سال ۱۹۱۵ در این استودیو ساخته شده است.